# Acentrella joosti
Acentrella joosti is een haft uit de familie Baetidae. De wetenschappelijke naam van de soort is voor het eerst geldig gepubliceerd in 1979 door Zimmermann & Braasch.
De soort komt voor in het Palearctisch gebied.